# تاكاهيرو اوجيهارا
تاكاهيرو اوجيهارا (扇原 貴宏) (ولد 5 أكتوبر 1991) هو لاعب كرة قدم ياباني، شارك في دورة الألعاب الاولمبية الصيفية عام 2012 في المملكة المتحدة.

## روابط خارجية
1. ↑  "معلومات عن تاكاهيرو اوجيهارا على موقع transfermarkt.com". transfermarkt.com. مؤرشف من الأصل في 2020-03-31.
2. ↑  "معلومات عن تاكاهيرو اوجيهارا على موقع national-football-teams.com". national-football-teams.com. مؤرشف من الأصل في 2020-03-12.
3. ↑  "معلومات عن تاكاهيرو اوجيهارا على موقع scoresway.com". scoresway.com. مؤرشف من الأصل في 2018-02-26.

- World Football profile
- تاكاهيرو اوجيهارا على موقع الاتحاد الدولي (مؤرشف)  (الإنجليزية)
- تاكاهيرو اوجيهارا على موقع رابطة كرة القدم اليابانية للمحترفين (اليابانية)
- تاكاهيرو اوجيهارا على موقع قاعدة بيانات كرة القدم.إي يو (الإنجليزية)
- تاكاهيرو اوجيهارا على موقع ناشيونال فوتبول تيمز (الإنجليزية)
- تاكاهيرو اوجيهارا على موقع Soccerway.com (الإنجليزية)
- تاكاهيرو اوجيهارا على موقع عالم كرة القدم.نت (الإنجليزية)
- تاكاهيرو اوجيهارا على موقع أوليمبيديا (الإنجليزية)